# ブラーイエス
ブラーイエス（伊: Braies ; 独: Prags プラークス）は、イタリア共和国トレンティーノ＝アルト・アディジェ州ボルツァーノ自治県にある、人口約700人の基礎自治体（コムーネ）。

## 地理

### 位置・広がり

#### 隣接コムーネ
隣接するコムーネは以下の通り。括弧内のBLはベッルーノ県（ヴェネト州）所属を示す。
- コルティーナ・ダンペッツォ (BL)
- ドッビアーコ
- マレッベ
- モングエルフォ＝テシド
- ヴァルダーオラ
- ヴィッラバッサ

## 行政

### 分離集落
ブラーイエスには、以下の分離集落（フラツィオーネ）がある。
- Braies di Dentro (Innerprags), Braies di Fuori (Außerprags), San Vito (St. Veit), Ferrara (Schmieden)

## 住民

### 言語
| 言語集団調査（2011年） | 言語集団調査（2011年） | 言語集団調査（2011年） | 言語集団調査（2011年） | 言語集団調査（2011年） |
| ---------------------- | ---------------------- | ---------------------- | ---------------------- | ---------------------- |
|                        |                        |                        |                        |                        |
| ドイツ語               | ドイツ語               |                        | 99.23%                 | 99.23%                 |
| イタリア語             | イタリア語             |                        | 0.61%                  | 0.61%                  |
| ラディン語             | ラディン語             |                        | 0.15%                  | 0.15%                  |

2011年に行われた、住民がドイツ語・イタリア語・ラディン語のいずれの「言語集団」に属するかの調査によれば（ボルツァーノ自治県#言語集団調査参照）、住民の約99%がドイツ語話者である。